# جورجي تودور
جورجي تودور (بالرومانية: Gheorghe Tudor)‏ هو صحفي وسياسي روماني، ولد في 1 فبراير 1884 في مولدوفا، وتوفي في 7 ديسمبر 1974 في بوخارست في رومانيا.